# Disha Patani
Disha Patani (AFI: ˈd̪ɪʃa paːʈəˈni; Bareilly, 13 giugno 1992) è un'attrice indiana, che recita principalmente in film lingua hindī.
Patani ha iniziato la sua carriera di attrice con il film telugu Loafer (2015) e ha recitato per la prima volta in hindi nel film biografico M.S. Dhoni: The Untold Story (2016), per il quale ha vinto il premio come miglior attrice al debutto all'International Indian Film Academy Awards. Dopo essere apparsa nella commedia d'azione cinese Kung-Fu Yoga (2017), Patani ha interpretato la protagonista nei film Baaghi 2 (2018), Malang (2020) e Ek Villain Returns (2022). È apparsa nell'elenco delle 100 celebrità di Forbes India del 2019.

## Biografia
Disha Patani proviene dalla casta guerriera indù Rajput. Suo padre, Jagadish Singh Patani, è un agente di polizia e sua madre è un'ispettrice sanitaria. Sua sorella maggiore, Khushboo Patani, è un tenente dell'esercito indiano ed ha anche un fratello minore, Suryansh Patani. Ha studiato ingegneria alla Amity University di Lucknow e si è classificata al primo posto al concorso Miss India Indore nel 2013.

## Carriera

### Primi lavori e riconoscimenti (2015-2018)
Patani ha debuttato con un film telugu, Loafer, diretto da Puri Jagannadh e prodotto da C. Kalyan con C.K. Entertainment, al fianco di Varun Tej nel 2015. Ha interpretato il ruolo di Mouni, una ragazza che scappa di casa per sfuggire a un matrimonio forzato. L'anno successivo Disha è apparsa in un video musicale, Befikra, insieme a Tiger Shroff.
Patani ha avuto la possibilità di farsi apprezzare al pubblico con M.S. Dhoni: The Untold Story, un film sportivo biografico basato sulla vita di Mahendra Singh Dhoni, l'ex capitano della nazionale di cricket dell'India, insieme a Sushant Singh Rajput e Kiara Advani. Il film uscì il 30 settembre 2016 e fu un enorme successo con un incasso stimato di 216 crore di rupie (circa 27 milioni di dollari). I critici cinematografici Taran Adarsh di Bollywood Hungama e Shubhra Gupta di The Indian Express hanno entrambi affermato che Patani "brilla" nel suo film d'esordio. Ai 18° International Indian Film Academy Awards ha vinto il premio come miglior attrice al debutto. Inoltre ha recitato anche in Kung-Fu Yoga di Jackie Chan, insieme a Sonu Sood.
Patani ha poi recitato in Baaghi 2 insieme a Tiger Shroff, un sequel del film Baaghi del 2016, senza però brillare particolarmente.

### Sviluppo della carriera (2019 ad oggi)
Nel 2019 Patani ha preso parte con una piccola parte nel film drammatico d'azione Bharat con Salman Khan e Katrina Kaif, ricevendo recensioni positive dalla critica al momento del lancio. Patani ha iniziato il 2020 con il thriller d'azione Malang con Aditya Roy Kapur e interpretato anche da Anil Kapoor e Kunal Khemu. Il film è stato elogiato dalla critica per la sua musica, per le sequenze d'azione, la regia e le performance del cast. Bollywood Hungama ha affermato: "Patani probabilmente ottiene il maggior tempo sullo schermo di sempre, è bellissima e offre una performance commovente". Nel marzo 2020 è apparsa in una canzone nel film Baaghi 3, il terzo capitolo della serie Baaghi.
Patani è apparsa successivamente nel film d'azione Radhe di Prabhu Deva, in cui ha recitato come protagonista femminile al fianco di Salman Khan. Il film è stato distribuito in concomitanza con l'Id al-fitr, come Video on demand su Zee Plex tramite la piattaforma ZEE5. Sebbene abbia ricevuto recensioni altamente negative sia dalla critica che dal pubblico, il film è diventato un enorme successo con 4,2 milioni di visualizzazioni.
Nel 2022 Patani ha interpretato una commessa nel thriller psicologico di Mohit Suri Ek Villain Returns insieme a John Abraham, Tara Sutaria e Arjun Kapoor. Il film ha ricevuto recensioni contrastanti da parte della critica e ha ottenuto risultati moderati al botteghino.
Disha Patani ha interpretato una terrorista travestita da hostess nella sua prima interpretazione del 2024 nel film Yodha con Sidharth Malhotra. Pratikshya Mishra di The Quint ha definito Patani una "potenziale star d'azione", elogiando la sua sequenza di combattimento, aggiungendo però che i suoi dialoghi non riescono ad avere un impatto.
Patani ha firmato il suo film d'esordio in lingua tamil Kanguva che interpreterà insieme a Prabhas, Amitabh Bachchan e Deepika Padukone e che uscirà nel 2024.

## Altri lavori e immagine pubblica
Patani si è classificata al quinto posto nell'elenco delle celebrità più cercate su Google del 2016. È una delle celebrità più seguite sui social media con oltre 57,5 milioni di follower su Instagram. Nel 2019 è apparsa nell'elenco delle 100 celebrità di Forbes India, classificandosi al 43º posto con un reddito annuo stimato di 58,0 milioni di rupie (circa 730.000 dollari).
Patani è stata spesso inserita nell'elenco delle 50 donne più desiderabili dal Times. Si è classificata 19ªa nel 2017, 9ª nel 2018 ed è stata nominata la donna più desiderabile dal Times nel 2019 mentre si è classificata al terzo posto nel 2020. Patani è testimonial di diversi brand e prodotti tra cui Joy, Bata e Fossil. Patani si è esibita alla cerimonia di apertura della Premier League indiana 2017 a Indore e nel marzo 202 in varie città degli Stati Uniti per il tour "The Entertainers" insieme ad Akshay Kumar, Mouni Roy, Nora Fatehi, Sonam Bajwa, Aparshakti Khurana, Stebin Ben e Zahrah S. Khan.